# Obleganje Bryan Station
Bryan Station (tudi Bryan's Station in pogosto napačno črkovano Bryant's Station) je bila zgodnja utrjena naselbina v Lexingtonu v Kentuckyju. Nahajala se je na današnji cesti Bryan Station Road, približno tri milje (5 km) severovzhodno od ceste New Circle Road, na južnem bregu potoka Elkhorn Creek blizu ceste Briar Hill Road. Naselbino so spomladi 1776 ustanovili bratje Morgan, James, William (poročen z Mary Boone, sestro Daniela Boona) in Joseph Bryan ter svak William Grant (poročen z Elizabeth Jane "Betsy" Boone, prav tako sestro Daniela Boona), vsi iz doline reke Yadkin, okrožja Rowan v Severni Karolini. Po katastrofalni zimi in napadih Indijancev so vsi preživeli člani družine Bryan avgusta 1780 zapustili postajo in se vrnili v dolino reke Yadkin. Preostali prebivalci, ki so prišli pod poveljstvo Elijaha Craiga, so preživeli več napadov ameriških Indijancev.

## Zgodovina
Stotnik William Bryan (rojen 1733) je skupaj s svojimi brati in skupino naseljencev iz okrožja Rowan v Severni Karolini spomladi 1776 vstopil v to obmejno deželo in začel postavljati postajo. Mesto se je nahajalo na visoki legi blizu južnega brega potoka Elkhorn. Na tej začetni odpravi je skupina zgradila nekaj koč, zasadila šestdeset hektarjev kmetijskih površin in očistila veliko hektarjev okoliškega gozda, ki se je ponašal z različnimi drevesi modrega jesena, črnega oreha, medene akacije in platane. V bližini je tekel in vijugal izvir, ki je služil kot vir vode za postajo in je bil osrednji del literature in zgodovine, ki se nanaša na to utrdbo. Paralelogram utrdbe je bil izrazito podolgovat, z znatno krajšo širino kot dolžino, kar je bila izbira zasnove, prilagojena želji prebivalcev po veliki količini prostora med približno štiridesetimi kočami, ki so bile sčasoma zgrajene. 
Ustanovitev in poveljevanje utrdbe je prvotno vodil stotnik William Bryan do svoje smrti. William, ki je izhajal iz vplivne družine lastnikov zemljišč v Virginiji, je zavrnil ponudbo rojalistične vlade Severne Karoline, da bi ustanovil in vodil torijevsko milico kot pooblaščeni podpolkovnik. Razen Williamovega brata Samuela, ki je sprejel podobno ponudbo in bi vodil bitko proti upornikom pri Moore's Creeku, večina Bryanovih lojalističnih prepričanj ni bila tako močna; namesto tega so glavno zanimanje našli v mejnih odpravah Williama in Josepha, svaka Daniela Boona. Vendar pa Bryani niso bili samooklicani patrioti. Kot ugledni državljani so imeli koristi od določenih privilegijev, ki jih je podeljevala kraljeva vlada, kot je vojaška zaščita. Na ta način so Bryani menili, da bi odkrit upor lahko povzročil negotove, če ne nepotrebne težave. Posledično je njihovo pomanjkanje razglašene zvestobe ameriški stvari leta 1778 privedlo do njihove uradne označitve kot torijev s strani sodišč okrožja Rowan, ki so ga nadzorovali uporniki, kar je še povečalo pritisk za popolno selitev iz okrožja Severne Karoline v Kentucky.

Ko se je ameriška revolucionarna vojna stopnjevala, so Britanci vse bolj spodbujali in podpirali domorodna plemena, zlasti tista severno od reke Ohio, pri izganjanju pritoka naseljencev v to deželo zahodno od Apalačev. Napetosti so za nekaj časa po njihovi prvi odpravi zadržale napredek Bryanove skupine na postaji; vendar pa se je spomladi 1779 William, skupaj z več brati in njihovimi sinovi, vrnil in zgradil še nekaj koč, s čimer je razširil postajo. Jeseni istega leta, ko je hodil po Cumberland Road, ki jo je očistil njegov svak, je William vodil največji val migracij v Kentucky doslej. Karavana več sto ljudi je bila opisana kot:
...z vozovi, razporejenimi na več kot pol milje (več kot 800 metrov) vzdolž ozke poti. Ponoči se niso mogli zbrati za zaščito in niso mogli kuriti ognja zaradi strahu pred privabljanjem Indijancev. To je bila takrat največja posamezna migracija v Kentucky.
Januarja 1780 so prišli zemljiški komisarji iz Williamsburga, da bi obdelali zemljiške zahtevke za Bryana, prMary Boone Bryan in njen sin Daniel, vrnila v Marble Creek, okrožje Fayette, Kentucky. Williamova sinova, Daniel in Samuel, ki sta bila prej s strani sodišč v Roi čemer sta William in njegova skupina izvedela, da je zahtevek dejansko neveljaven, saj so ga leto in pol prej že pregledali odsotni Virginijci. 23. maja, med lovom na meso, je Williama ustrelil domorodec, umrl je teden dni kasneje. Njegov šestnajstletni sin, William Bryan mlajši, je bil ubit teden dni prej v podobni zasedi s strani Shawnee bojevnikov. Razočarani in brez vodje so se Bryani kmalu preselili nazaj v Severno Karolino. Vendar pa sta se jeseni 1785 Mary Boone Bryan in njen sin, Daniel, vrnila v Marble Creek, okrožje Fayette, Kentucky. Williamova sinova, Daniel in Samuel, ki sta bila prej s strani sodišč v Rowanu označena kot torijevca, sta med revolucionarno vojno služila v imenu patriotov in prejela pokojnine za svoje služenje proti pro-britanskim domorodnim plemenom v Kentuckyju.
Januarja 1781 je Martin Wetzel, ki je bil ujetnik plemena Shawnee, prišel s skupino sedmih Shawnee bojevniki, da bi ukradel konje na Bryanovi postaji, glede na poročila na zapisu polkovnika Levina Powella. Wetzel je pomagal organizirati napad v upanju, da bo pobegnil. Ko se je ponudila priložnost, je stekel do postaje, vendar so moški, prisotni v utrdbi mislili, da je domorodec in mu zato grozili, da ga bodo ustrelili. Daniel Boone, ki je bil takrat prisoten in je poznal Wetzela, je jamčil za ujetnika, ki je na koncu pobegnil na postajo.

## Obleganje postaje Bryan
Najpomembnejši napad na naselbino se je zgodil avgusta 1782 med ameriško revolucionarno vojno, ko so jo oblegale sile, sestavljene iz bojevnikov plemen Wyandot, Lenape in Shawnee, skupaj z oddelkom Butlerjevih rangerjev, ki sta jih vodila stotnik William Caldwell in Simon Girty. Po oceni polkovnika Daniela Boona je sila štela 400–500 mož. Postaja Bryan se je nahajala nedaleč od izvira, ki ga je tabor uporabljal za pitno vodo. V času obleganja v garniziji ni živel noben moški Bryan.
Ker sovražne sile, ki so skrivaj obkrožale utrdbo, niso vedele, da so branilci seznanjeni z njihovo prisotnostjo, so moški ženskam dovolili, da zapustijo utrdbo in prinesejo vodo ter druge vire. Razlog za to je bil preprečiti kakršno koli spremembo navad, ki bi lahko nakazovala, da so branilci vedeli za prisotnost skrite sile, ki se je pripravljala na obleganje.

Zgodovinar Ranck trdi, da vsi pomembni sodobni pisci posredujejo ta vtis: 
| “ | Če bi moški šli k izviru, bi storili natanko to, kar so si divjaki želeli, in garnizijo obsodili na uničenje. Če bi ženske šle v skladu s svojo redno jutranjo navado, bi se sovražnik utrdil v zablodi, da njihova prisotnost v sili ni bila odkrita, in bi zadržal ogenj, da bi zagotovil popoln uspeh svojih načrtov. Predlog je bil poln upanja, a kljub temu je bilo znano, da so divjaki zgolj bitja impulza, težko obvladljiva in ne glede na spol. | ” |

 Indijanci niso imeli nobenih zadržkov pri napadanju žensk, kot so to storili na bližnjih postajah Ruddell in Martin, kjer so bili dve leti prej pobiti celo otroci, zato je pogum žensk postaje Bryan še toliko večji.Predloga:According to whom
V času obleganja milica ni vedela, koliko Indijancev jih čaka zunaj utrdbe ali da so ti Indijanci imeli nekaj podpore Britancev. Ta napad je bil presenečenje in milica v utrdbi je bila zato nepripravljena. Napadalci so prekinili obleganje, potem ko so indijanski izvidniki poročali, da je na poti sila kentuckyjske milice. Milica je zasledovala Caldwellovo silo, vendar je bila tri dni kasneje poražena v bitki pri Blue Licks, približno 33 milj (53 km) severovzhodno.

## Posledice
Podružnica Daughters of the American Revolution iz Lexingtona je avgusta 1896 postavila spomenik v spomin na pomen bližnjega izvira pri ohranjanju utrdbe pred napadom Indijancev in Kanadčanov. Pionirske ženske, ki jih je vodila Mary "Polly" Hawkins Craig (žena patriarha "Potujoče cerkve" Toliverja Craiga starejšega), so prinašale vodo iz izvira, da bi preprečile nevarno oslabitev zaradi dehidracije v nenavadno vročem poletju, pa tudi, da bi se branile pred uporabo gorečih puščic s strani napadalcev. Če bi branilci podlegli vročinski izčrpanosti ali bi se utrdba zažgala, bi napadalci lahko dosegli ženske in otroke, ki so se tam zatekli. Betsy Boone Grant so "Sons of Liberty" navedli kot "Patriot - Defender of Bryan Station"   zaradi oskrbe ranjencev med obleganjem.
Goreča puščica se je zapičila v zibelko blizu glave dojenčka, ki je kasneje postal polkovnik Richard Mentor Johnson. Johnsonu so kasneje v vseh najzgodnejših poročilih o vojni leta 1812 pri bitki pri Temzi pripisali uboj Tecumseha z uporabo pištole, ki jo je napolnil njegov ordonans stotnik Elijah Craig, ki je bil prav tako prisoten kot 18-letni branilec med obleganjem Bryan Stationa. Srednja šola Bryan Station High School, ki se nahaja nekaj kilometrov južno od mesta utrdbe, je bila poimenovana v njeno čast. Športne ekipe tekmujejo pod imenom "Defenders".